# Kaihógjó
A kaihógjó (japán: 回峰行, "körbejárni a hegyet") a tendai buddhista szerzetesek aszkéta gyakorlata. A gyakorlat részeként a gyakorlók körbejárják a Hiei-hegyet (a tendai iskola központja). Az ösvények közül a leghosszabb bejárása 1000 napig tart. Az út során ima felajánlásokat tesznek a gyakorlók imatermekben, urnáknál és egyéb szent helyeknél.

## Története

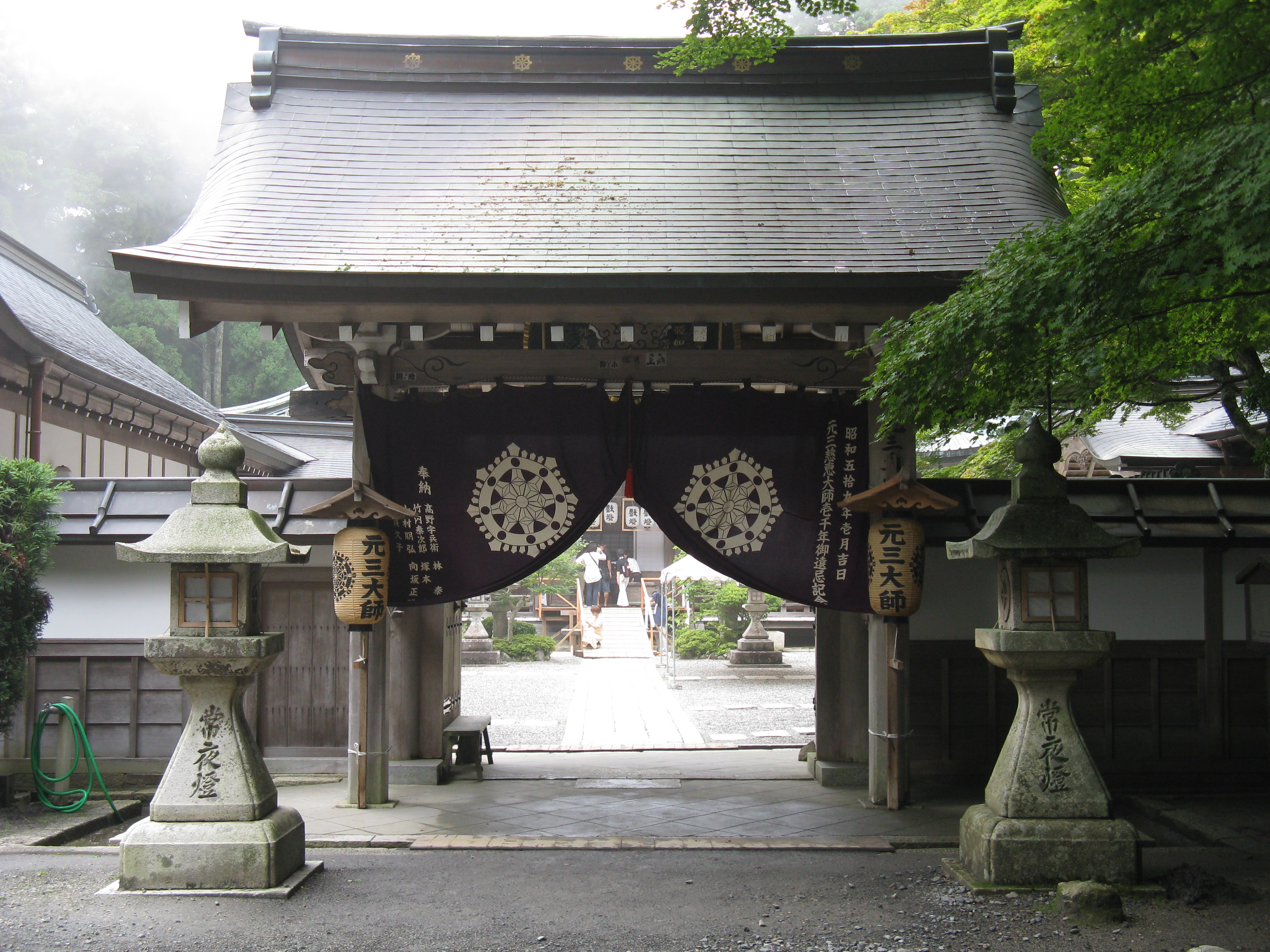
Enrjakudzsi, a Tendai iskola központja, a kaihógjó gyakorlat központja.

Hagyományosan a kaihógjó hagyomány elindítójának Szó Kasó (831–918) tendai szerzetest tekintik, aki éveken át folytatott aszkéta gyakorlatokat a Hiei-hegyen és a közeli hegyeken. Ezeket a gyakorlatokat folytatták más szerzetesek is az évszázadok során, és végül így alakultak ki a kaihógjó gyakorlatának finoman kidolgozott rendszere.
A kaihógjó történetének legkorábbi időszakában a tendai szerzetesek Szó Kasó szerzetest utánozva éltek a távoli hegyekben, azonban ekkor még nem követtek formális rendszert, és saját gyakorlatokat végeztek. 1131 és 1310 között a kaihógjó a Hiei-hegy három pagodájához való zarándoklatot jelentette. 1571 óta azonban már a kaihógjó a Hiei-hegy körbesétálásának a gyakorlatát jelenti.

## A megvilágosodás nyomában
A tendai buddhizmus tanításai szerint a megvilágosodás még ebben az életben elérhető mindenki számára. Mások iránt tett önzetlen szolgálattal és odaadással lehet elérni, és a kaihógjó a megvilágosodás iránti vágy legvégső kifejeződése. A gyakorlat végén a szerzetes a Buddha egyik emanációjával, Fudó Mjóval (Acsala) ér el azonosságot.
A Hiei-hegyi templomban sok pap teljesít szolgálatot, azonban közülük csupán kevesen teljesítették az ezernapos kaihógjót. A templom apátjaitól elvárt a legalább száznapos kaihógjó. Az ezernapos gyakorlat ritka, és az ezoterikus és aszkéta tárgyak speciális területének számít.
A kaihógjó kiválasztási procedúrája az első száznapos gyakorlat után történik. A gyakorlatot végző személy (gjódzsa) kérelmet nyújt be egy idősebb szerzetesnél, hogy a fennmaradó 900 napot szeretné teljesíteni. Az első 100 napon vissza lehet vonulni a feladatból, de a 101. naptól már tiltva van. Történelmileg nézve, vagy teljesítenie kell a gyakorlatot, vagy el kell vennie saját életét. Ma ezt inkább csak szimbolikusan kell érteni, valamint a kiválasztási folyamat során is meggyőződnek róla alaposan, hogy az illető a gyakorlatot tényleg végig kívánja-e csinálni. A hegyen számos név nélküli sír található, amelyek azoknak a sírhelyét jelöli, akik elbuktak a gyakorlat során. Ezek mind a 20. századnál régebbi keltezésűek.
A kaihógjónak több aspektusa létezik, azonban a sétáló meditáció fő szakasza az alábbi részekre bontható:

## Gyakorlatok

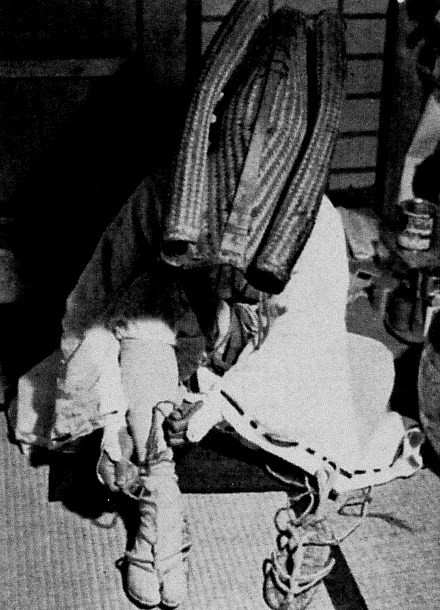
Kaihógjó gyakorló hagyományos ruházatban

Két kaihógjó gyakorlat létezik: a száznapos (hjaku-nicsi kaihógjó) és az ezernapos (szennicsi kaihógjó).
A legvégső megvalósítás az ezernapos gyakorlat, amely a világ egyik legnagyobb kihívást jelentő fizikai gyakorlata. 1885 óta csupán 46 ember teljesítette. Ezek közül csupán három ember teljesítette a kört kétszer. Legutoljára Yūsai Sakai (酒井雄哉, ’(1926–2013)’), aki először 1973 és 1980 között, majd fél év kihagyás után, went again, újabb kört ment. 1987-ben fejezte be a második gyakorlatot 60 éves korában.
A kaihógjó gyakorlat hét évig tart, ugyanis a gyakorló szerzetesnek mindeközben egyéb buddhista meditációs és kalligráfiai tréningeknek kell eleget tenniük, valamint a kolostorokban is általános feladatokat kell teljesíteniük. Összesen 12 évet kell eltölteniük a Hiei-hegyen, és egész életre kiterjedő nőtlenségi és józansági fogadalmat kell tenniük.
Az edzés a következő száznapos szakaszokra van felosztva:
| 1. év                                                                              | 2. év                             | 3. év                             | 4. év                             | 5. év                             | 6. év                        | 7. év                                                               |
| ---------------------------------------------------------------------------------- | --------------------------------- | --------------------------------- | --------------------------------- | --------------------------------- | ---------------------------- | ------------------------------------------------------------------- |
| 30 (40) km naponta, 100 napon át.                                                  | 30 (40) km naponta, 100 napon át. | 30 (40) km naponta, 100 napon át. | 30 (40) km naponta, 100 napon át. | 30 (40) km naponta, 100 napon át. | 60 km naponta, 100 napon át. | 84 km naponta, 100 napon át, majd 30 (40) km naponta, 100 napon át. |
| (A zárójelben található számok az Imuró-völgyi útvonalat jelölik, amely hosszabb.) |                                   |                                   |                                   |                                   |                              |                                                                     |

A sétáló meditációt a gyakorlati idő felénél megszakítja egy négynapos elvonulási gyakorlat (Kacuragava). Nem kötelező ugyan, de eddig minden gyakorló a gyakorlati idő elteltével ezzel a négy nappal megtoldotta a gyakorlatát.
John Stevens, amerikai író a The Marathon Monks of Mount Hiei (A Hiei-hegy maratoni szerzetesei) című könyvében leírja a hosszútávsétálás stílusát, amely ezer évre tekint vissza: "A szemeiket körülbelül 100 méterrel előre összpontosították, miközben egyenletes ritmusban mozogtak, közben a fejük vízszintben maradt, a vállak ellazultak, a hát egyenes, az orr pedig a köldökhöz le volt szegve."

### Dóiri avagy "belépés a templomba"

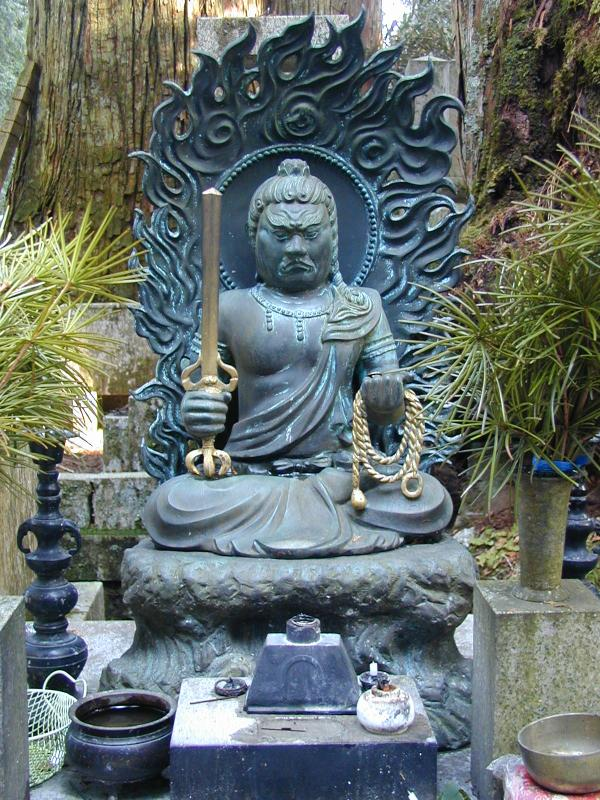
Fudó Mjó (Acsala) a Kója-hegynél, Japán

A kihívás ötödik évében a sétáló gyakorlatot megszakítja a mások által a folyamat legnehezebb részének tartott rész. Ekkor az aszkéta szerzetes kilenc napig étel, víz és pihenés nélkül tölti idejét, közben egy templomban ülve folyamatosan recitálja a Fudó Myó mantrát. Két szerzetes elkíséri az illetőt, egyik az egyik, a másik a másik oldalán, hogy vigyázzanak, hogy az illető el ne aludjon. Minden éjjel kettőkor el kell mennie egy bizonyos forráshoz vizet hoznia kb. kétszáz méterről Fudó Mjónak felajánlásként.

### Öltözék
A kaihógjó gyakorlókra élő Fudó Mjónak tekintik, és mindnyájuk ruházata valamilyen módon ezt szimbolizálja. A gyakorlók különleges, hinoki fából szőtt fejfedőt viselnek, amelynek mindkét oldala fel van göndörítve úgy, hogy az egy hosszúkás csatornára emlékeztet. Az első 300 nap befejezéséig a gyakorló ezt a kalapot viseli a bal hóna alatt, és csak eső idején viselheti. A gyakorlatot végző személy kalapjában egy érme (rokumon-szen) van elrejtve, amely korábban azt a célt szolgálta, hogy az illető halála esetén a révész díját meg lehessen fizetni az élőket a halottaktól elválasztó mitológiai Szanzu-folyón át. A gyakorló ruhája fehér, amely a japán kultúrában hagyományosan a halál színe. A lábukon gyékényszandált (varadzsi) viselnek, illetve az első 300 nap után már lábujj közti zoknit (tabi) is viselhetnek. A gyékényszandál a lótuszszirmokat jelképezi, amelyen a buddhista ikonográfiában a buddhák és a bódhiszattvák állnak. A gyakorlók hagyományosan tőrt és kenderkötelet visznek magukkal, hogy megöljék magukat, ha nem tudják befejezni a gyakorlatot.

## Külső hivatkozások
- Transcript of a story on the Kaihōgyō from the Australian Broadcasting Corporation's Foreign Correspondent television program
- Journeyman Pictures : short films : Marathon Monks (movie from the former transcript)
- The Spiritual Athlete's Path to Enlightenment by Holly Schmid
- 27,000 Miles to Buddhahood by Pete Bampton
- about Tendai Buddhism
- Ichinichi Kaihogyo (one day kaihogyo) in California, North America
- Head Temple Takao-san Yakuo-in Central Shugendo Training Center in Kanto